# Formica glabra
Formica glabra är en myrart som beskrevs av Gmelin 1790. Formica glabra ingår i släktet Formica och familjen myror. Inga underarter finns listade i Catalogue of Life.